# Terra rinforzata
La terra rinforzata è una soluzione di ingegneria naturalistica molto usata soprattutto negli ultimi tempi.

Serve per sostituire l'utilizzo di muri in cemento nelle applicazioni quali muri sottostrada, spalle di ponti, barriere antirumore e opere di mascheramento.

Il preferire la terra rinforzata al muro di cemento si deve principalmente al minore impatto ambientale soprattutto con la finitura a verde finale (risultante dalla crescita del manto erboso), alla possibilità di reperire in loco i materiali di riempimento (terra e pietrame), notevole elasticità a seguito di sollecitazioni naturali quali per esempio i terremoti, alla possibilità inoltre di intervenire in zone di difficile accessibilità da parte di mezzi pesanti e infine alla semplicità di posa eseguibile anche da manodopera non specializzata.

## Modalità costruttive
La realizzazione di terra rinforzata necessita di un cassero a perdere sagomato in rete metallica per fare il profilo del pendio, di una geogriglia da risvoltare attorno al cassero per dare un sostegno strutturale al riempimento e infine di una stuoia per trattenere il materiale fine durante il riempimento.

Si compone di due elementi costruttivi essenziali: 
- Il terreno di riempimento, normalmente quello presente sul sito di costruzione, che conferisce all'opera la resistenza alla compressione e un'aliquota di resistenza al taglio.
- I rinforzi (geogriglie), che conferiscono resistenza a trazione che si esplica in un aumento di resistenza al taglio del terreno stesso.

In questo modo, la terra rinforzata è in grado di assicurare la propria stabilità interna anche con angoli di scarpa in facciata molto superiori all'angolo di natural declivio del terreno costituente (di solito 60°-70° dall'orizzontale) ed in presenza di carichi agenti.
Alcune soluzioni costruttive prevedono l'utilizzo di casseri rimovibili: sono perlopiù indicate per pendii più dolci ma di dimensioni maggiori.

## Criteri per il dimensionamento
Come ogni opera di sostegno, deve essere eseguito un dimensionamento con relativa verifica di stabilità interna, composta e globale, che determinerà la necessaria resistenza a trazione e lunghezza dei rinforzi da inserire per strati sovrapposti (di norma di spessore pari a circa 60 cm) all'interno del terreno compattato, per raggiungere i fattori di sicurezza richiesti.
In particolare le verifiche di stabilità interna si compongono di due verifiche:
- verifica allo strappamento della geogriglia (tie-back)
- verifica allo sfilamento della geogriglia (pull-out)

## Verifiche
Per quanto riguarda la stabilità globale, le verifiche da condurre sono quelle classiche, ovvero la verifica della fondazione del rilevato (capacità portante e cedimenti) e verifiche di stabilità del pendio.
Molto importante, riguardo alle geogriglie di rinforzo, è conoscerne il comportamento, sotto carico costante, nel tempo. Ovvero, il carico ammissibile per le geogriglie stesse per la durata utile del progetto.

Infatti, tutti i rinforzi di natura sintetica, come le geogriglie in poliestere, polietilene ad alta densità o altre fibre, sono soggette al fenomeno di creep: deformazione a carico costante che, in presenza di carichi superiori al limite ammissibile, portano nel tempo a rottura il rinforzo.